# Santa Mare
Santa Mare est une commune roumaine située dans le județ de Botoșani.